# Ephraim Graham
Ephraim Graham (n. 10 august 1888, Tennessee, SUA – d. 23 decembrie 1962, Fortul Sam Houston, Texas, SUA) a fost un sportiv american, medaliat olimpic. A participat la o ediție a Jocurilor Olimpice (1912) în care a câștigat o medalie de bronz.

## Participări
Lista de mai jos prezintă principalele competiții la care a participat Ephraim Graham de-a lungul carierei.
- equestrian at the 1912 Summer Olympics – team eventing[*]